# Raghib Harb
Raghib Harb (* 1952; † 16. Februar 1984; auch bekannt unter der englischen Schreibweise Ragheb Harb) war ein Geistlicher im südlibanesischen Dorf Jibshit und Mitbegründer der libanesischen islamistisch-schiitischen Terrororganisation Hisbollah.
Raghib Harb wurde Anfang der 1980er-Jahre bekannt, als er im Untergrund Zellen von Kämpfern leitete. Im März 1983 wurde er von Israel verhaftet und ins Internierungslager Ansar gebracht, aber nach Protesten seiner Anhänger wieder freigelassen. Ein Jahr später wurde er in israelischem Auftrag erschossen.